# Scutellaria repens
Scutellaria repens là một loài thực vật có hoa trong họ Hoa môi. Loài này được Buch.-Ham. ex D.Don miêu tả khoa học đầu tiên năm 1825.